# Hatra
Hatra era una antigua ciudad situada en la actual Irak al sur de Mosul, en la gobernación de Nínive, que fue sede de un estado autónomo bajo dominio del Imperio parto y floreció entre el siglo I a. C. y el III, cuando fue destruida por el sasánida Sapor I. Las ruinas de Hatra incluían una gran muralla circular y varios templos de piedra característicos de la arquitectura de los partos. El conjunto monumental fue inscrito en el Patrimonio de la Humanidad por la Unesco en 1985.
En marzo de 2015, los integristas religiosos del Estado Islámico devastaron la ciudad, y entre 2015 y 2017 la utilizaron como campo de entrenamiento militar. Como consecuencia de la destrucción causada, el comité del Patrimonio de la Humanidad de la Unesco inscribió a Hatra en el año 2015 en la lista de Patrimonio de la Humanidad en peligro.
En abril del 2017 las Fuerzas Armadas Iraquíes consiguieron arrebatar la ciudad antigua de los milicianos de Dáesh. A partir de 2020 se emprendieron trabajos de restauración de algunas de las áreas y piezas dañadas.